# 埼玉県危機管理防災センター

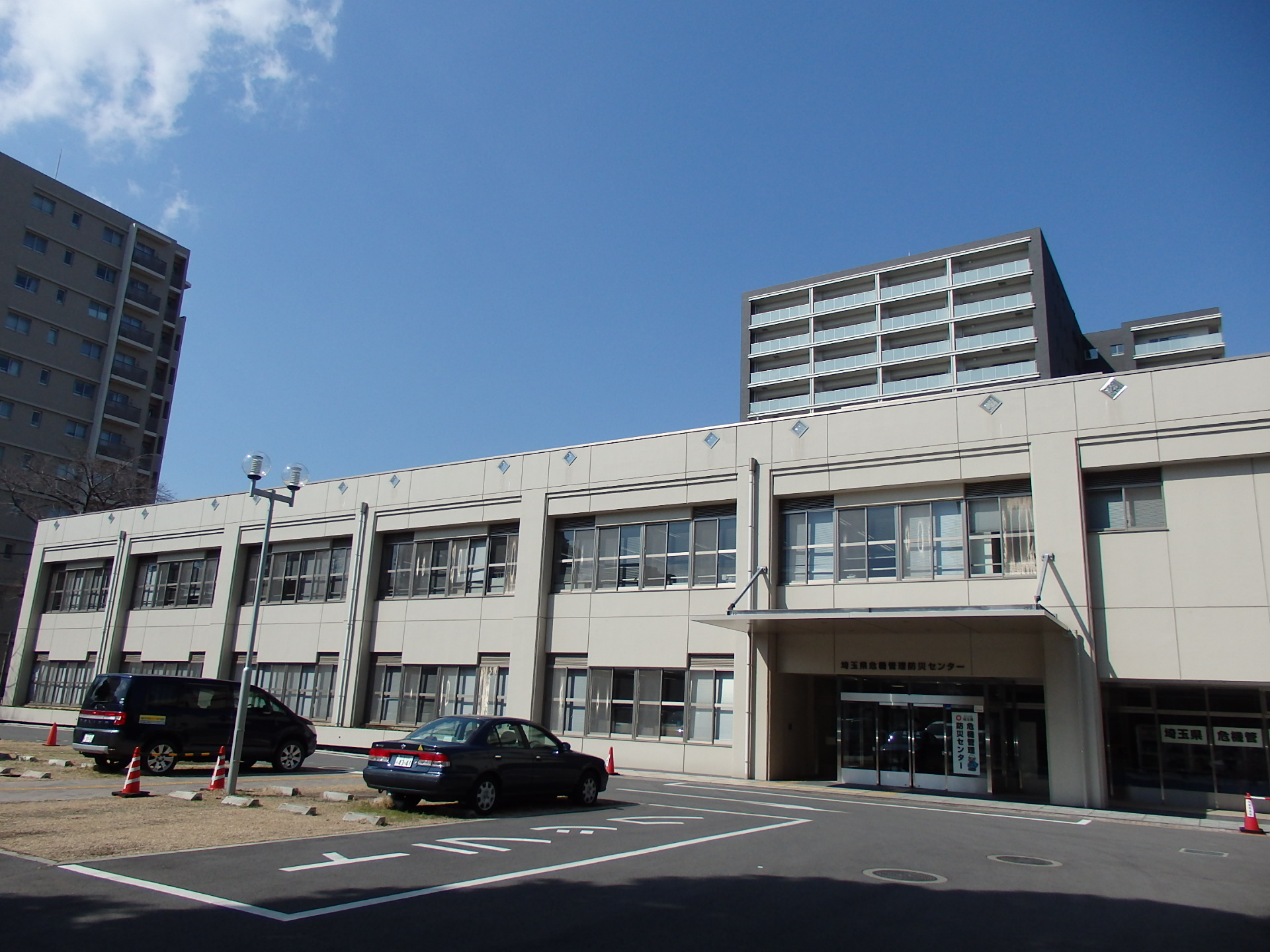
埼玉県危機管理防災センター

埼玉県危機管理防災センター（さいたまけんききかんりぼうさいセンター）は、埼玉県さいたま市浦和区にある施設である。埼玉県庁危機管理課が入居する。大規模災害発生時には災害対策本部が設置される。

## 概要
埼玉県庁に隣接する上尾市に移転した埼玉県立武道館の跡地に、大規模災害に対応する拠点施設として建設され、2011年に開設された。首都直下型地震などに対応する災害対応専用庁舎として都道府県で初めて免震構造を採用した2階建となっている。本来2011年（平成23年）3月14日竣工し、開所する予定であったが、3日前の3月11日に未曽有の東日本大震災が発生し、県内でも多くの被害が出たことから急きょ3月11日から施設の使用を開始した。広さ500平方メートル、350名を収容できるのオペレーションルームがあり、自衛隊、消防、埼玉県警察が集結し災害への対応が行えるようになっている。また、本部会議室には230インチの大型映像装置が設置され、県警や自衛隊、防災ヘリコプターからの災害映像を映すことができる。近隣にはさいたま市の危機管理拠点施設であるさいたま市危機管理センターがある。

## 沿革
- 2011年（平成23年）3月11日 - 東日本大震災発生に伴い、急きょ使用を開始。本来は14日の開所予定であった。
- 2014年（平成26年）3月 - 埼玉県消防学校救急救命士養成課程（救急救命士養成所）が、埼玉県浦和大久保合同庁舎から危機管理防災センター1階に移転。
- 2017年（平成29年）1月 - 救急救命士養成所が、危機管理防災センターから埼玉県立小児医療センターの新病棟8階に移転。

## データ
- 敷地面積 - 6,254.81平方メートル
- 延床面積 - 3,049.62平方メートル
- 総事業費 - 約18億4千万円[1]

## 周辺施設
- 埼玉県庁舎
- 埼玉県警察本部
- さいたま市役所
- さいたま市消防局
- さいたま市危機管理センター
- 埼玉県県民健康センター
- ロイヤルパインズホテル浦和

## 所在地
- 埼玉県さいたま市浦和区仲町3-5-8